# Ferdinand Scherber
Ferdinand Scherber   (Viena, 31 de març de 1874 - 18 de novembre de 1944) fou un musicòleg i compositor austríac. Cursà dret a la universitat de la capital austríaca i sense mestre va fer els estudis musicals. El 1901 succeí al doctor Mantuani com a director de la secció de música de la Biblioteca Imperial de Viena, càrrec que deixà el 1912 pel seu mal estat de salut. Va ser crític musical del Zeit de Viena i va compondre Carnaval-Scherzo, Capriccio, un quartet, una sonata per a piano i melodies per a cant i piano.